# Het Weer (VTM)
Het Weer is een weerprogramma van de Vlaamse zender VTM, anno 2023 afwisselend gepresenteerd door David Dehenauw, Frank Duboccage en Jill Peeters. Het programma wordt dagelijks uitgezonden met een hoofdbulletin rond 13.35 en 19.45 uur en kortere edities doorheen de dag. In het weerbericht worden weerfoto's getoond en wordt er gepraat over zowel het recente weer als dat van de aankomende dagen.

## Geschiedenis
Het weerbericht zag er in de beginperiode van VTM helemaal anders uit dan vandaag de dag. Er waren oorspronkelijk twee weermannen, zijnde Eddy De Mey en Luc Bouvin, die dagelijks zogenaamd 'weerpraatje' sloegen met de omroepster van dienst. De Mey presenteerde vijf dagen per week en werd op vrijdag en zaterdag afgelost door Bouvin, die op dat moment ook werkzaam was bij Meteo Wing. Deze formule bleef behouden tot Bouvin in 2000 ontslag nam en werd opgevolgd door weervrouw Jill Peeters. Zij kwam voor het eerst op het scherm in december 2000, om vanaf dan De Mey iedere vrijdag en zaterdag af te lossen. De presentatie gebeurde voortaan solo, met een chromakey. Twee jaar later, in december 2002, werd Peeters bedankt voor bewezen diensten. Ze werd per januari 2003 vervangen door David Dehenauw, die wederom instond voor de uitzendingen op vrijdag en zaterdag. Tegen die tijd was het 'weerpraatje' alweer opnieuw ingevoerd, voortaan samen met een nieuwsanker in plaats van omroepster.
In februari 2004 werd er een grote vernieuwingsoperatie doorgevoerd bij de nieuwsdienst van VTM. Deze vernieuwing had tevens haar weerslag op het weerbericht. Het weerpraatje ruimde opnieuw plaats voor een solopresentatie, deze keer vanuit de nieuwe nieuwsstudio, gebruikmakend van de toen aldaar aanwezige grote videowall. Eddy De Mey presenteerde vanaf dan enkel nog 's middags het weerbericht. De avonduitzending werd afwisselend verzorgd door David Dehenauw en door Jill Peeters, die intussen werd teruggehaald. Tegelijkertijd debuteerde ook Frank Duboccage, die als "weerman in opleiding" iedere vrijdagmiddag De Mey mocht aflossen.
Op 31 januari 2007 presenteerde Eddy De Mey voor de laatste keer het weerbericht op VTM. Na diens vertrek werd Frank Duboccage een volwaardig gezicht naast Jill Peeters en David Dehenauw. Vanaf dan presenteerde het trio afwisselend de uitzendingen, zonder vast stramien. Wel werd het vanaf dan weer de gewoonte dat dezelfde persoon de hele dag door de presentatie van de weerberichten verzorgde. Datzelfde jaar werd de nieuwsstudio vernieuwd, waardoor men voor het weerbericht opnieuw overschakelde naar een presentatie met chromakey.
In oktober 2010 verdween Jill Peeters om gezondheidsredenen van het scherm. Frank Duboccage en David Dehenauw vingen haar presentaties op, in afwachting van haar terugkeer, die uiteindelijk op zich liet wachten tot mei 2011.
Sinds februari 2013 duiken de weerpresentatoren ook op in het hoofdbulletin van het VTM Nieuws, waarin ze live een korte vooruitblik geven naar het volledige weerbericht dat enkele minuten later start. In juli 2015 kwam er met Eva Clockaerts weer een vierde presentator bij en werd de aflossing tussen middag- en avonduitzendingen weer deels ingevoerd, tijdens de werkweek. Clockaerts was voor het laatst te zien in februari 2018.
In december 2019 stopte Jill Peeters als weervrouw, waarna VTM een publieke oproep lanceerde om een opvolger voor haar te vinden. Deze werd tot op heden niet aangesteld. In de zomer van 2020 verzorgde wetenschapsjournalist Martijn Peters op werkdagen de presentatie van het middagbulletin en van de korte uitzendingen in de namiddag en de vooravond, terwijl David en Frank de overige uitzendingen voor hun rekening blijven nemen. Vanaf 21 februari 2022 is Jill Peeters terug als weervrouw en klimaatexperte. 

## Gezichten
- Luc Bouvin (1989-2000)
- Eddy De Mey (1989-2007)
- Jill Peeters (2000-2002, 2004-2010, 2011-2019, 2022-heden)
- David Dehenauw (2003-heden)
- Frank Duboccage (2004-heden)
- Eva Clockaerts (2015-2018)
- Martijn Peters (2020-2021)

| Gezichten       | 1989-1999 | 200. | 200. | 200. | 200. | 200. | 200. | 200. | 200. | 200. | 200. | 201. | 201. | 201. | 201. | 201. | 201. | 201. | 201. | 201. | 201. | 202. | 202. | 202. | 202. |
| Gezichten       | 1989-1999 | 0    | 1    | 2    | 3    | 4    | 5    | 6    | 7    | 8    | 9    | 0    | 1    | 2    | 3    | 4    | 5    | 6    | 7    | 8    | 9    | 0    | 1    | 2    | 3    |
| --------------- | --------- | ---- | ---- | ---- | ---- | ---- | ---- | ---- | ---- | ---- | ---- | ---- | ---- | ---- | ---- | ---- | ---- | ---- | ---- | ---- | ---- | ---- | ---- | ---- | ---- |
| Luc Bouvin      |           |      |      |      |      |      |      |      |      |      |      |      |      |      |      |      |      |      |      |      |      |      |      |      |      |
| Eddy De Mey     |           |      |      |      |      |      |      |      |      |      |      |      |      |      |      |      |      |      |      |      |      |      |      |      |      |
| Jill Peeters    |           |      |      |      |      |      |      |      |      |      |      |      |      |      |      |      |      |      |      |      |      |      |      |      |      |
| David Dehenauw  |           |      |      |      |      |      |      |      |      |      |      |      |      |      |      |      |      |      |      |      |      |      |      |      |      |
| Frank Duboccage |           |      |      |      |      |      |      |      |      |      |      |      |      |      |      |      |      |      |      |      |      |      |      |      |      |
| Eva Clockaerts  |           |      |      |      |      |      |      |      |      |      |      |      |      |      |      |      |      |      |      |      |      |      |      |      |      |
| Martijn Peters  |           |      |      |      |      |      |      |      |      |      |      |      |      |      |      |      |      |      |      |      |      |      |      |      |      |